# Rosenbergia denserugata
Rosenbergia denserugata là một loài bọ cánh cứng trong họ Cerambycidae.